# Dambach (Schwarzbach)
Der Dambach ist ein kleiner, fast zwei Kilometer langer Mittelgebirgsbach im Stadtgebiet der hessischen Landeshauptstadt Wiesbaden, der dem Dambachtal seinen Namen gibt. Er entwässert über den Schwarzbach und den Salzbach in den Rhein.

## Verlauf
Der Dambach entspringt im Stadtbezirk Wiesbaden-Nordost im Wiesbadener Stadtwald an der Ostflanke des Nerobergs, der letzten bewaldeten Taunushöhe, 700 Meter vor dem Stadtrand, in der Nähe der um 2011 etwa 250-jährig umgestürzten Melibokus-Eiche. Der Bach fließt nach Süden durch das Dambachtal, ein Wiesental und Naherholungsgebiet nördlich der Innenstadt. Nach rund 200 Metern durchquert der Bach einen kleinen Weiher. Westlich davon befand sich das römische Gehöft „Neresberg“. Anschließend durchquert der Bach einen Spielplatz mit der Alfred-Schulte-Hütte und erreicht nach der Brücke des Tränkwegs das Siedlungsgebiet Wiesbadens zwischen Kapellenstraße im Westen und Freseniusstraße im Osten und fließt durch die Dambachtal-Anlage.
Der weitere Verlauf des Dambachs war früher dort, wo jetzt die Straße Dambachtal liegt, und er floss an der Stelle des heutigen Kochbrunnenplatzes mit dem Schwarzbach zusammen. Im Laufe des 19. Jahrhunderts wurde der Dambach an die Mischwasserkanalisation angeschlossen, während Schwarzbach, Rambach, Kesselbach und Wellritzbach eigene Bachkanäle erhielten. Der zunächst tiefer gelegene Beginn der Verdolung wurde um 1900 an das südliche Ende der Dambachtal-Anlage verlegt. Im Jahr 2002 wurde der Dambach wieder vom Schmutzwasser abgetrennt und unterirdisch dem Bachkanal des Schwarzbachs zugeführt. Letzterer bildet mit den drei anderen Bächen den unterirdischen Salzbachkanal. Der Salzbach entwässert die Innenstadt Wiesbadens Richtung Rhein.

## Bauwerke

### Alfred-Schulte-Hütte

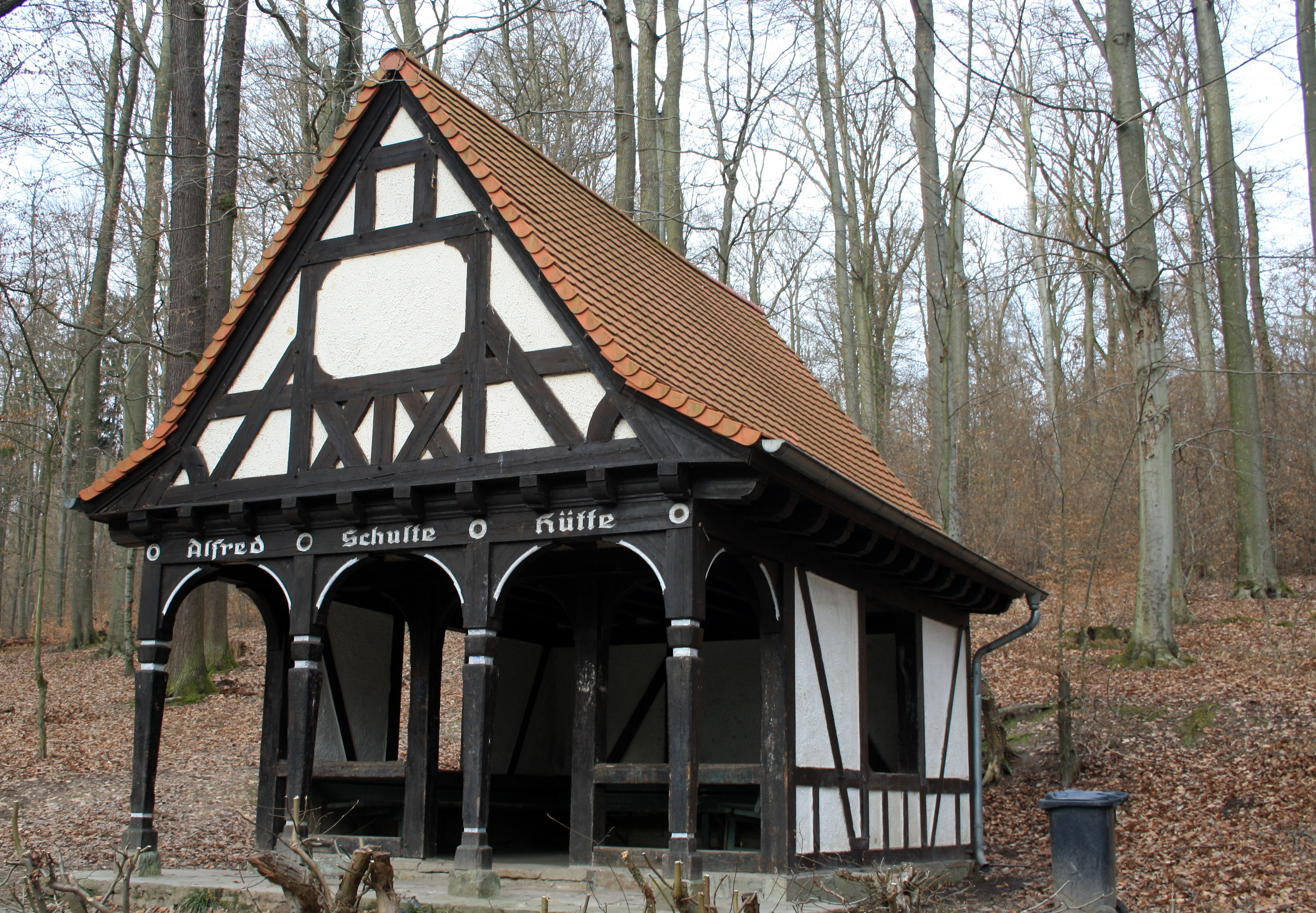
Alfred-Schulte-Hütte

Am Waldrand steht die denkmalgeschützte Alfred-Schulte-Hütte, die 1937 vom Wiesbadener Verschönerungsverein erbaut und nach dem NSDAP-Oberbürgermeister Alfred Schulte benannt wurde.

### Forsthaus Dambachtal

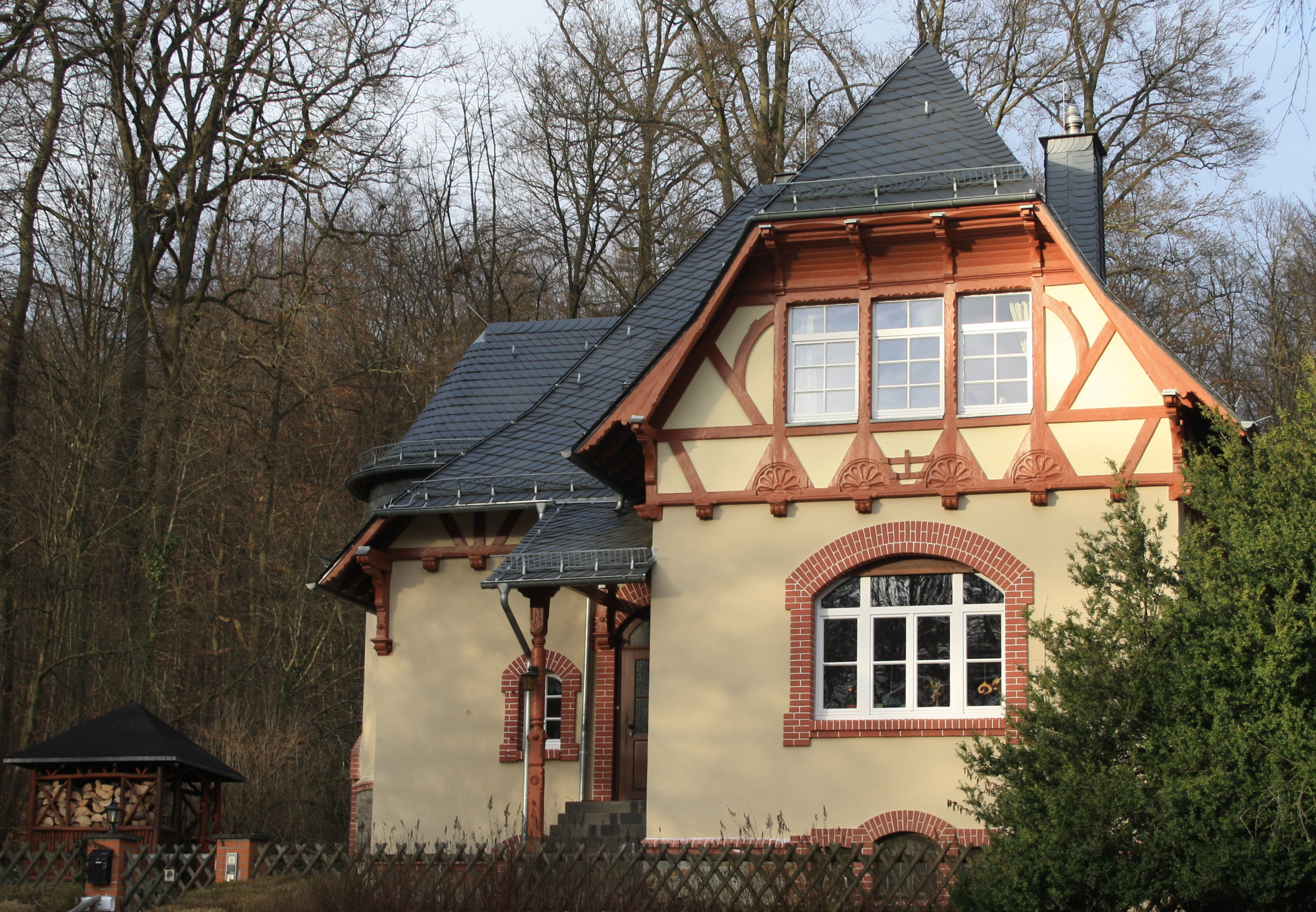
Forsthaus Dambachtal

Am Rand des Dambachtals steht das denkmalgeschützte Forsthaus Dambachtal. Das repräsentative Gebäude wurde 1895/96 nach Plänen von Felix Genzmer errichtet.

### Landschaftspark
Das Dambachtal ist durch den gleichnamigen Landschaftspark geprägt, der 1898 nach Plänen des Stadtbaumeisters Felix Genzmer angelegt wurde. Der Park zeichnet sich durch seinen naturnahen Charakter aus: Die Grenzen zwischen öffentlichem Park, Gartenflächen und angrenzendem Wald verlaufen fließend. Die geschwungenen Wege und das Gelände sind der natürlichen Topografie angepasst. Im unteren Bereich des Tals bilden die als Teil der Parkanlage denkmalgeschützten Grundstücksumfriedungen entlang der Kapellenstraße die Kulisse des Parks. Innerhalb des Parks finden sich zeittypische Staffagebauten, etwa eine Carl Remigius Fresenius gewidmete, als Kulturdenkmal geschützte Büste am südlichen Eingang oder eine Steinsitzbank von 1909 zu Ehren von Franz Kupferberg am Ende des Tals.

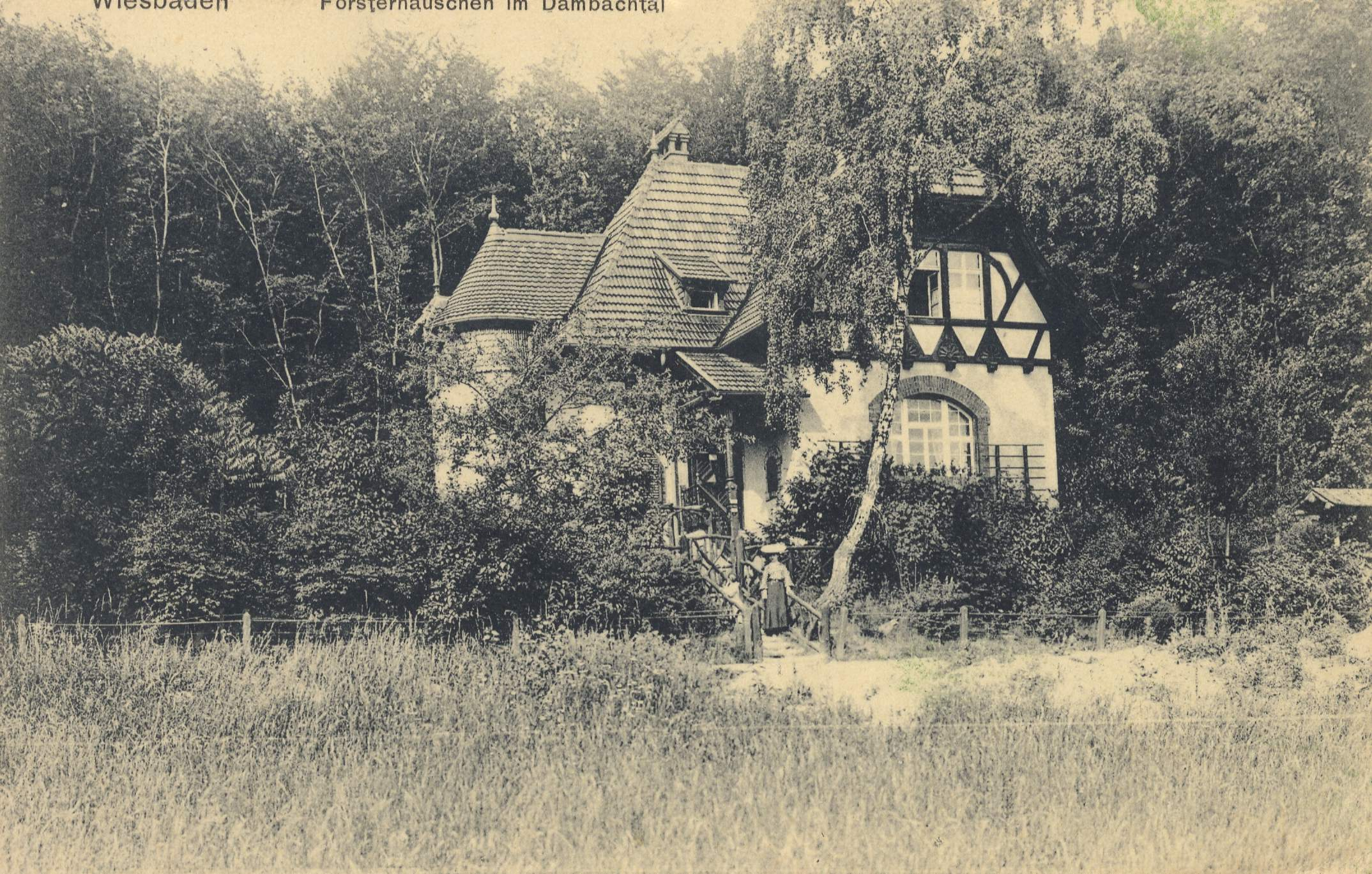
Forsthaus, 1908
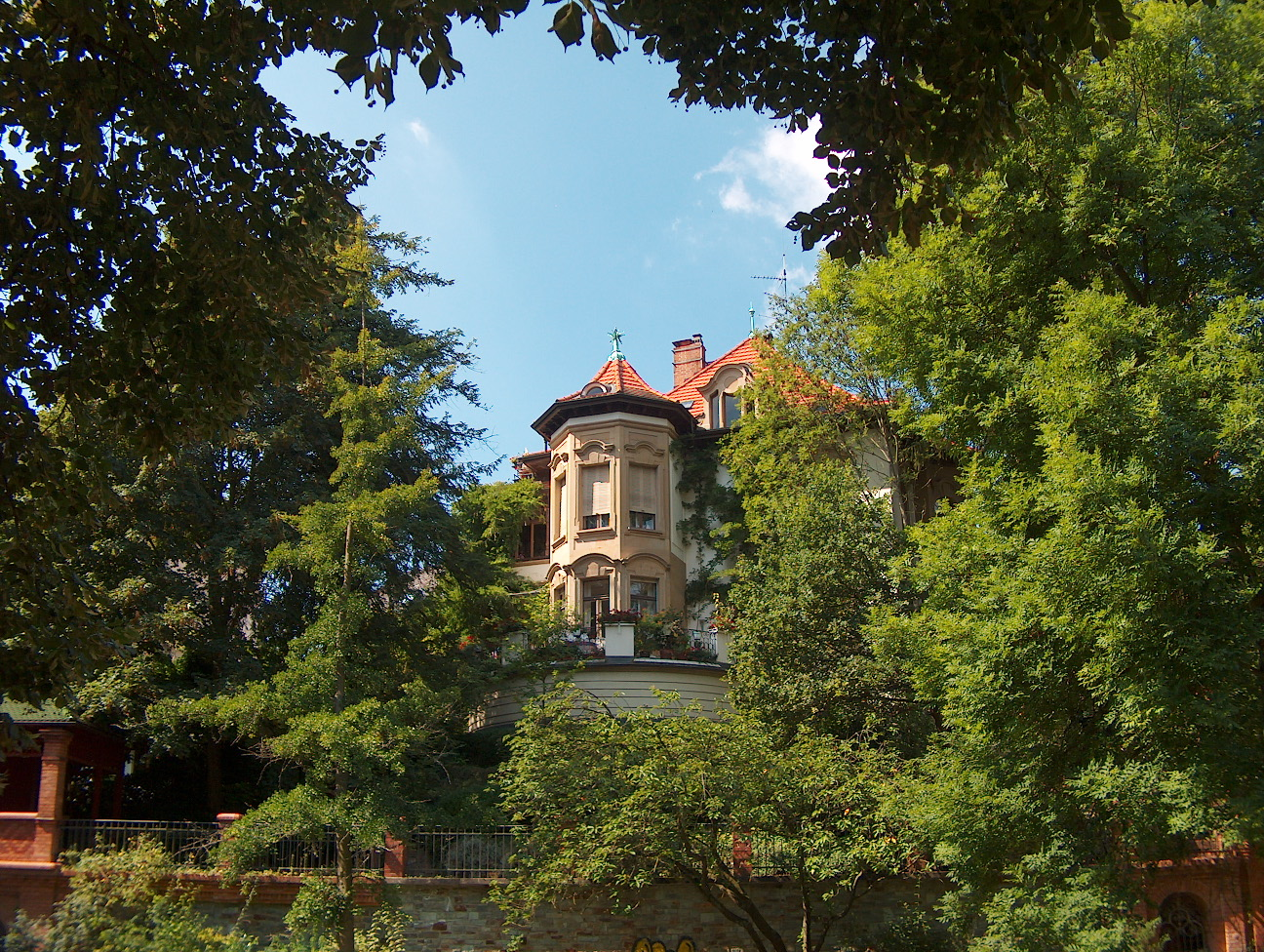
Blick aus dem Dambachtal auf eine der Villen der Kapellenstraße
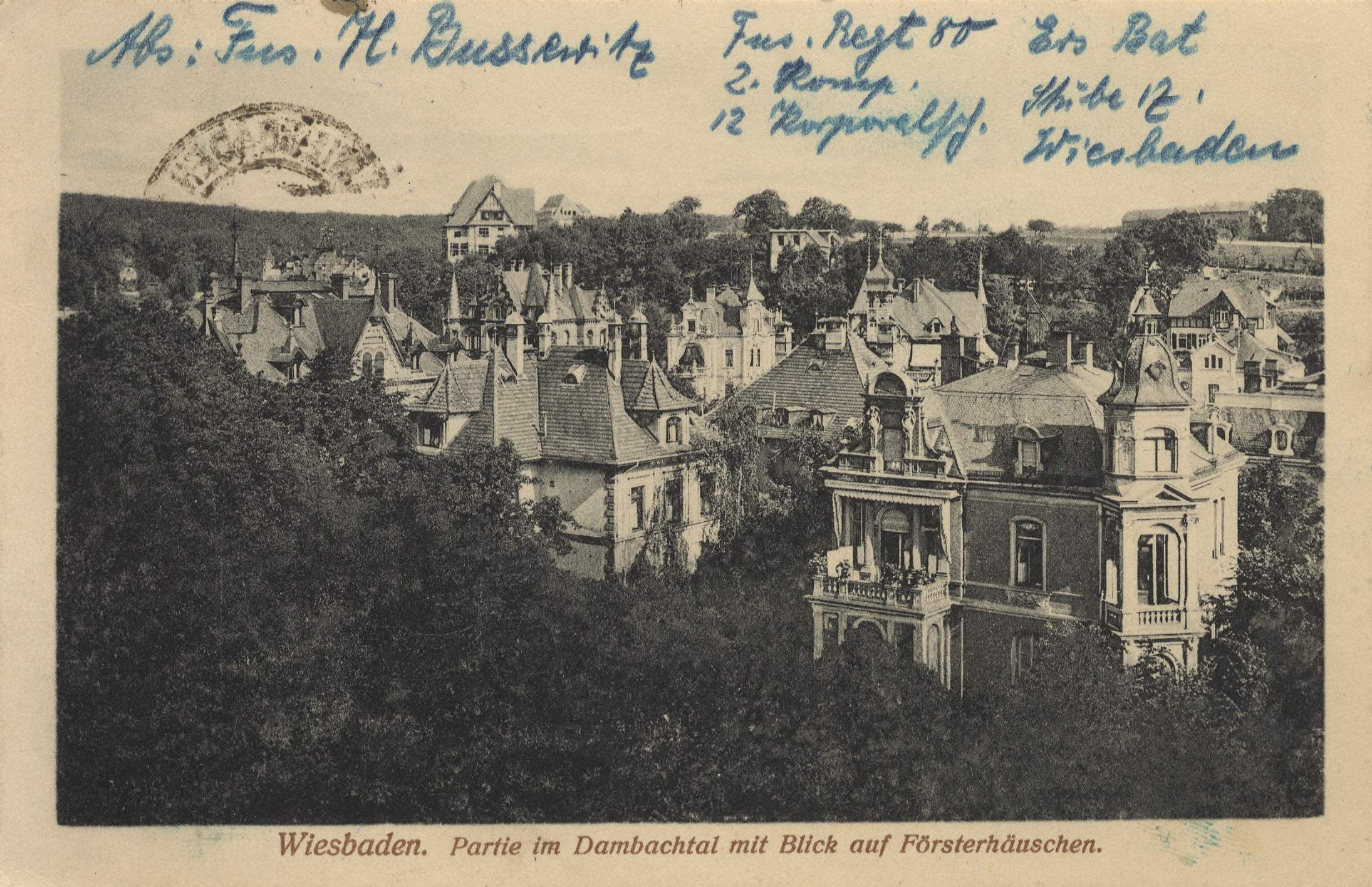
Dambachtal mit Blick auf Försterhäuschen, 1917
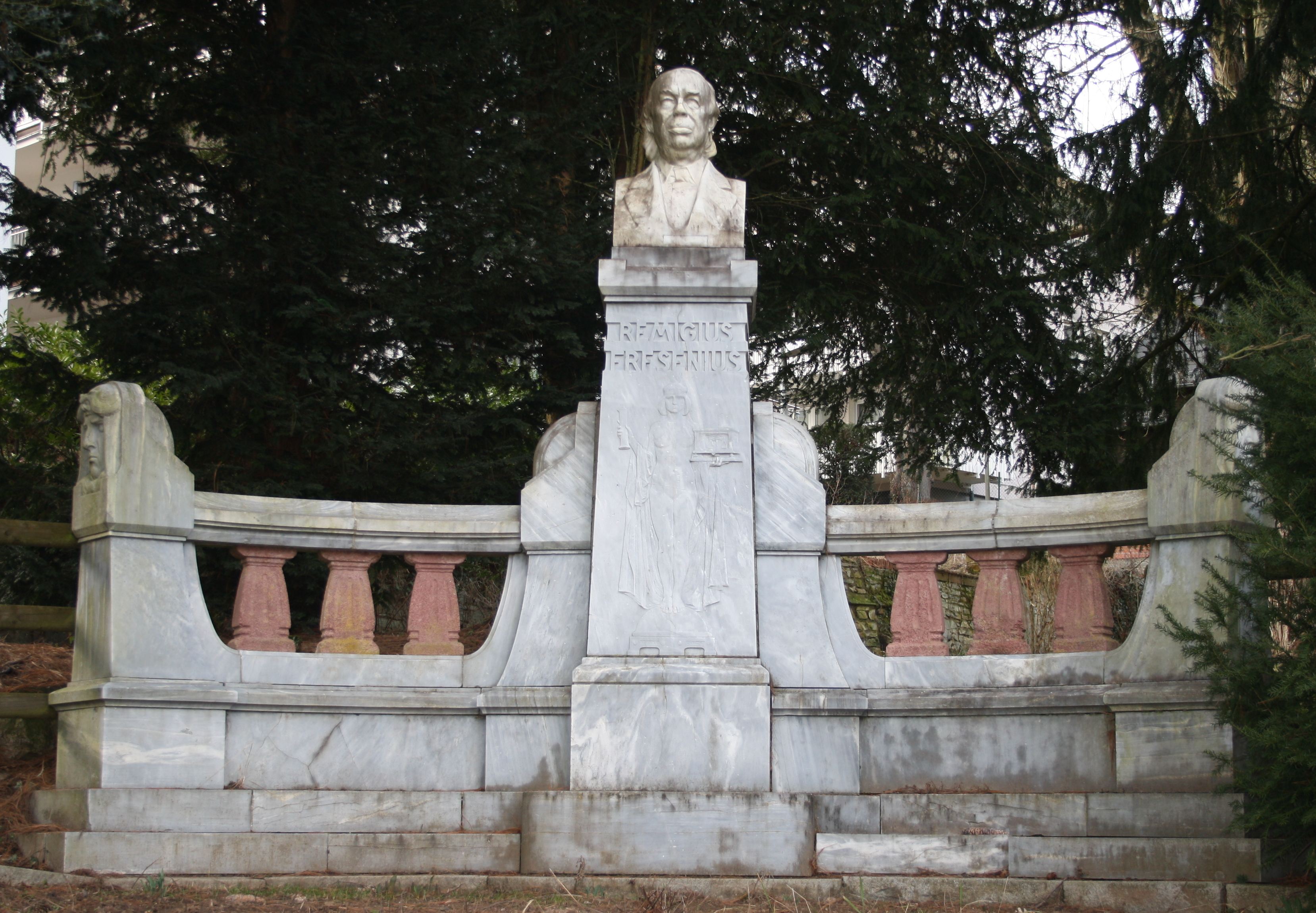
Remigius-Fresenius-Denkmal